# 內離島

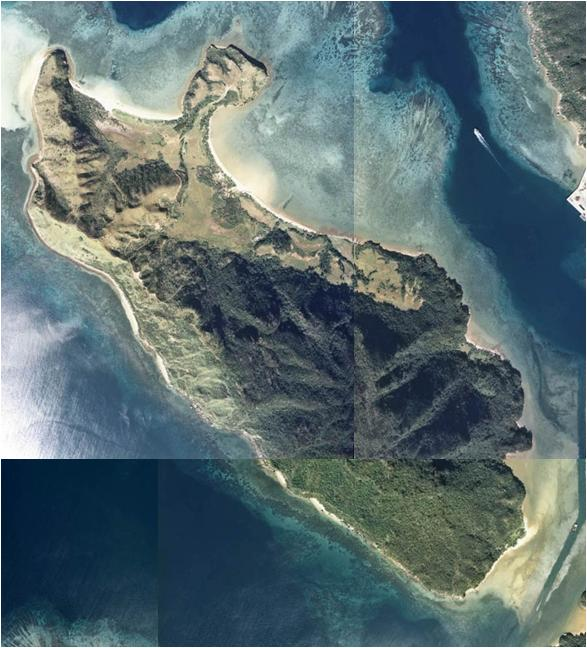
內離島空拍圖

内離島是位於琉球列島八重山群島西表島西側2公里處的島嶼。行政區劃屬於日本沖繩縣八重山郡竹富町。與相鄰的外離島在退潮的時候會有沙洲相連。全島土地所有人為曾於當地經商的臺灣商人陳進福。
島嶼西北端至東南端的距離約為2.7公里，寬1公里，島上大多為砂岩。

## 歷史
在北岸部分有約15世紀至16世紀期間的聚落遺跡，1886年後，曾一度有煤礦的開採，並在二次大戰期間設置防衛基地。
1960年後，由於停止煤礦的開採，島上人口開始急速減少，並於1982年後成為無人島。